# Sergio Ciani
Sergio Ciani, znany także jako Alan Steel (ur. 7 września 1935 w Rzymie, zm. 5 września 2015 tamże) – włoski aktor telewizyjny i producent filmowy, scenarzysta i kulturysta.

## Kariera
Urodzony w Rzymie, Ciani pracował jako kaskader, a następnie, podobnie jak wielu kulturystów, pod koniec lat 50. XX wieku rozpoczął karierę aktorską. Debiutował w produkcji Herkules i królowa Lidia (1959) u boku Steve’a Reevesa i Sylvi Kosciny. 
Na początku lat 60. przyjął pseudonim „Alan Steel” i grał główne role we włoskich filmach z gatunku płaszcza i szpady, aż do przejścia na emeryturę pod koniec lat 70. 

## Filmografia
- 1959: Herkules i królowa Lidia (Ercole e la regina di Lidia)
- 1959: Bitwa pod Maratonem (La battaglia di Maratona) jako Euros
- 1961: Samson (Sansone) jako Macigno (Herkules)
- 1962: Stary Testament (Il Vecchio testamento)
- 1962: Furia Herkulesa (La furia di Ercole)
- 1962: Rebel gladiatorów (Ursus, il gladiatore ribelle) jako Kommodus
- 1963: Herkules i gwiezdny rycerz (Golia e il cavaliere mascherato) jako Golia / Paco / Herkules
- 1963: Samson i niewolnik królowej (Zorro contro Maciste) jako Samson / Maciste
- 1964: Triumf gigantów (Ercole, Sansone, Maciste e Ursus gli invincibili) jako Herkules
- 1964: Hercules i czarny pirat (Sansone contro il corsaro nero) jako Samson
- 1964: Herkules na księżycu męskim (Maciste e la regina di Samar) jako Maciste / Herkules
- 1964: Samson i skarb Inków (Sansone e il tesoro degli Incas) jako William Smith / Samson
- 1964: Herkules przeciw Rzymowi (Ercole contro Roma) jako Ercole
- 1964: Niepokonana trójka (Gli invincibili tre) jako Ursus
- 1966: M...jak morderczyni (A... come assassino) jako Giacomo
- 1967: Strzał przez króla (Un colpo da re) jako Szwed
- 1967: Żegnaj mamo (Addio mamma) jako Franco Rinaldi, mąż Patrizii
- 1970: Tygrys Hajbaru (La furia dei Khyber)
- 1971: Umieli tylko zabić (Sapevano solo uccidere) jako Pedro
- 1973: Mały kowboj (Küçük kovboy) jako Monty Donovan
- 1973: Szybka ręka to moje imię (Mi chiamavano 'Requiescat'... ma avevano sbagliato) jako Jeff Madison
- 1973: Z archiwum policji kryminalnej (Dagli archivi della polizia criminale) jako Larry Brenton
- 1976: Nieustraszony wojownik (Korkusuz cengaver) jako Korsan
- 1976: Historia łuczników, pięści i czarnych oczu (Storia di arcieri, pugni e occhi neri) jako Robin Hood
- 1978: Tygrys, tygrysy, tygrysica (Io tigro, tu tigri, egli tigra) jako Kapitan Svizzero
- 1979: Kochanie (Baby Love)